# Birthday (romanzo)
Birthday (バースデイ?, Bāsudei) è un'antologia dello scrittore giapponese Kōji Suzuki.  È il quarto capitolo della serie iniziata nel 1991 con Ring. Il libro consiste in tre storie brevi che accadono in differenti momenti, e sono tutte collegate con gli eventi dell'universo di Ring. Esiste anche un adattamento manga e, nonostante l'adattamento manga sia stato tradotto in italiano, il romanzo rimane inedito in Italia.

## Racconti

### Floating Coffin
È un racconto costituito dagli ultimi istanti di vita di Mai Takano dopo essere scomparsa durante gli eventi di Spiral.

### Lemon Heart
La seconda storia di questa antologia racconta la storia di Sadako quando aveva 19 anni e viveva a Tokyo. È ambientato 30 anni prima degli eventi di Ring.

### Happy Birthday
La terza e ultima storia di questa antologia costituisce un epilogo di Loop. È costituita dagli ultimi eventi che avvengono nell'universo di Ring cronologicamente ed è considerabile la conclusione della serie.

## Adattamento cinematografico
Non vi è un adattamento cinematografico per tutti e tre i racconti, ma prendendo una vaga ispirazione dal racconto Lemon Heart  è stato tratto un film prequel di Ring intitolato Ring 0: Birthday.